# Quajabin Peak
Quajabin Peak är en bergstopp i Australien. Den ligger i kommunen Beverley och delstaten Western Australia, omkring 130 kilometer öster om delstatshuvudstaden Perth. Toppen på Quajabin Peak är 352 meter över havet, eller 68 meter över den omgivande terrängen. Bredden vid basen är 2,3 km.
Trakten runt Quajabin Peak är nära nog obefolkad, med mindre än två invånare per kvadratkilometer..
Trakten runt Quajabin Peak består till största delen av jordbruksmark. Genomsnittlig årsnederbörd är 472 millimeter. Den regnigaste månaden är september, med i genomsnitt 75 mm nederbörd, och den torraste är februari, med 12 mm nederbörd.